# Austrozephyrus
Austrozephyrus là một chi bướm ngày thuộc họ Lycaenidae.